# ريكو يان
ريكو يان هو عارض وشخصية أعمال وممثل فلبيني، ولد في 14 مارس 1975 بباسيج في الفلبين، وتوفي في 29 مارس 2002 في الفلبين بسبب التهاب البنكرياس.

## وصلات خارجية
- ريكو يان على موقع IMDb (الإنجليزية)
- ريكو يان على موقع ميوزك برينز (الإنجليزية)
- ريكو يان على موقع قاعدة بيانات الفيلم (الإنجليزية)